# Bơi nghệ thuật tại Đại hội Thể thao châu Á 2018
Bơi nghệ thuật tại Đại hội Thể thao châu Á 2018 được tổ chức tại Sân vận động thể thao dưới nước Gelora Bung Karno, Khu liên hợp thể thao Gelora Bung Karno, Jakarta, Indonesia từ ngày 27 tháng 8 đến ngày 29 tháng 8 năm 2018.
Chỉ có các nội dung dành cho nữ được tổ chức trong hai nội dung thi đấu. Trung Quốc một lần nữa "thống trị" giải đấu khi giành cả hai huy chương vàng trước Nhật Bản. Trong khi đó Nhật Bản xếp hạng hai và giành hai huy chương bạc.

## Lịch thi đấu
| T | Technical routine | F | Free routine |

| ND↓/Ngày →  | Thứ 2 27/8 | Thứ 3 28/8 | Thứ 4 29/8 | Thứ 4 29/8 |
| ----------- | ---------- | ---------- | ---------- | ---------- |
| Đôi nữ      | T          | F          |            |            |
| Đồng đội nữ |            |            | T          | F          |

## Quốc gia tham dự
Tổng cộng 94 vận động viên đến từ 11 quốc gia tranh tài môn bơi nghệ thuật tại Đại hội thể thao châu Á 2018:
- Trung Quốc (10)
- Hồng Kông (8)
- Indonesia (8)
- Nhật Bản (9)
- Kazakhstan (9)
- Ma Cao (10)
- Malaysia (3)
- CHDCND Triều Tiên (9)
- Singapore (8)
- Hàn Quốc (10)
- Uzbekistan (10)

## Danh sách huy chương
| Nội dung           | Vàng | Bạc | Đồng |
| ------------------ | --- | --- | --- |
| Biểu diễn đôi      | Trung Quốc · Jiang Tingting · Jiang Wenwen                                                                         | Nhật Bản · Yukiko Inui · Megumu Yoshida | Kazakhstan · Alexandra Nemich · Yekaterina Nemich                                                                                        |
| Biểu diễn đồng đội | Trung Quốc · Chang Hao · Feng Yu · Guo Li · Liang Xinping · Wang Liuyi · Wang Qianyi · Xiao Yanning · Yin Chengxin | Nhật Bản · Juka Fukumura · Yukiko Inui · Moeka Kijima · Okina Kyogoku · Kei Marumo · Kano Omata · Mayu Tsukamoto · Mashiro Yasunaga · Megumu Yoshida | CHDCND Triều Tiên · Cha Ye-gyong · Jang Hyon-ok · Jong Na-ri · Ko Su-rim · Min Hae-yon · Mun Hye-song · Ri Il-sim · Ri Sol · Yun Yu-jong |

## Bảng tổng sắp huy chương
| Hạng               | Đoàn                    | Vàng | Bạc | Đồng | Tổng số |
| ------------------ | ----------------------- | ---- | --- | ---- | ------- |
| 1                  | Trung Quốc (CHN)        | 2    | 0   | 0    | 2       |
| 2                  | Nhật Bản (JPN)          | 0    | 2   | 0    | 2       |
| 3                  | CHDCND Triều Tiên (PRK) | 0    | 0   | 1    | 1       |
| 3                  | Kazakhstan (KAZ)        | 0    | 0   | 1    | 1       |
| Tổng số (4 đơn vị) | Tổng số (4 đơn vị)      | 2    | 2   | 2    | 6       |